# Phragmipedium caudatum
Espèce
Statut de conservation UICN

 EN  : En danger
Statut CITES
Phragmipedium caudatum est une espèce d'orchidées du genre Phragmipedium originaire d'Amérique du Sud.